# Речно корито
Речно корито (ијек. ријечно корито) је усечено у алувијалној равни, а ако ове нема - по долинском дну. Представља жлеб којим протичу тзв. мале и средње воде, док се велике изливају из њега. Променљиво је и мења се у функцији количине воде, физичких и хемијских састава земљишта у којим је формирано. Речно корито подсећа на смањену речну долину, јер стране корита одговарају странама долине, а раван корита њеном дну, односно долинској равни. На странама корита су обале. У ужем смислу обала је линија дуж које се додирују вода и копно, а у ширем, непотопљени појас страна корита. Према правцу отицања воде разликују се лева и десна обала, док се за сав остали простор изван корита каже да је на левој или десној страни реке.

## Морфологија речних корита
Речно корито се састоји из низа његових наизменично дубљих и плићих делова. Удубљења леже углавном дуж конкавних обала и називају се ходови. Постају радом бочне ерозије, а у речним окукама делује на кретање и центрифугална сила, због које настаје попречно струјање воде- на површини према конкавним обалама, а изнад дна корита на конвексним. Крећући се дуж конкавне обале водене честице еродирају ту страну корита, поткопавају је, руше и све је више удубљују те померају у хоризонталном смеру, корита у виду шљунковитих или пешчаних спрудова. Таквим ерозивним и акумулативним радом речне воде настаје померање ходова и спрудова у једну страну и образовање речних окука - меандара
У меандрима је распоред ходова и спрудова веома правилан: према левом ходу лежи десни спруд и обратно, док су између њих, на прелазу из једног у други меандар пешчане или шљунковите косе. Оне пролазе од левог спруда ка десном низводном; на тим местима је речно корито најплиће о зато су она позната под именом плићака, док се у неким крајевима називају брод - на тим местима река се може прегазити.

## Посебни акумулативни облици рељефа у коритима река
Греде су више или мање јасно ограничене акумулације пешчаних наноса у кориту реке, које се премештају низводно и мењају облик под утицајем речног тока. На правим деловима великих равничарских река греде се простиру од једне до друге обале, а растојање између њих је веће од ширине речног корита. На уздужном профилу корита пешчане греде имају стрмији низводни део.
Дине су подводне акумулације песка, мање од греда, које у плану имају лучни облик; врх дине је на њеној низводној страни, која је знатно стрмија од узводног дела. Дине су покретљивије од греда. Често покривају дна равничарских река; каткад имају и облик бархана достижући висину од 1 m и дужину 6-8 m.
Мангуре су секундарне пешчане акумулације на динама и гредама; достижу висину 15-20 cm, ретко до 30 cm и дужину до 1m, а некада и мање. Када вода у реци опадне дине и греде дуго задрже своје облике, док га мангуре брзо изгубе под утицајем ветра.

## Типови прелаза на пловним рекама
На пловним рекама са ма многим спрудовима и косама, плићацима, гредама и динама речни саобраћај је отежан нарочито у доба са ниским водостајима, па су тада за пловидбу значајне и мангуре. Скоро је правило да се идући низ ток пловних река број плићака смањује. Сада је на регулисаном току горњег Дунава, где је и 7 брана са вештачким језерима, остало само 4 плићака; на средњем или панонском току Дунава је 58 плићака, а на скоро исто толико дугачком доњем току само 16.
Плићаци на пловним рекама називају се још и прелази. Они се према морфологији дна корита деле на попречне и уздужне; код првог талвег прелази из једног хода у други скоро под правим углом, те је за пловидбу врло неподесан, због чега се на таквим прелазима дешавају наседања, па чак и потапања бродова; на другом типу прелаза нема таквих незгода за пловидбу, јер талвег прелази поступно из једног хода у други. Велике сметње пловидби чине и спрудови ако сужавају ширину пловног пута - појаса воде по којем плове бродови.
За време високих стања воде у реци ходови се продубљују, а еродирани нанос се таложи на плићацима. Супротна појава настаје за време ниских водостаја; на плићацима су већи падови нивоа воде него на ходовима, па се тада први разарају и продубљују, а однети нанос таложи у ходовима.

## Вртлози
Вртлози су значајан чинилац у формирању рељефа. Различитих су величина - од једва приметних до огромних, који се простиру од половина корита па и више, образујући снажна струјања воде. Они се појављују,углавном, на местима наглих промена праваца корита, а најчешће иза стена које у облику рта залазе у речно корито. На граници двеју водених маса образује се путања вртлога, која понегде достиже дужину и више од стотину метара. Према одликама кретања водених струја вртлози се деле на циклонске (са узлазним струјама у централном делу и кретањем струја при дну корита од периферије ка центру) и антициклонске (са силазним струјама у центру које се на дну разилазе).
Вртлози циклонског типа имају у средини испупчење, које се наизменично диже и спушта. Узлазне струје воде износе са дна на површину и крупне честице наноса. На равничарским рекама такви вртлози су карактеристични за секторе где преовлађује акумулација наноса. Постојање већег броја вртлога циклонског типа на прелазима сведочи о интензивном таложењу наноса и, ако се таква појава дешава на пловној реци , указује на смањивање дубина пловног пута. Вртлози циклонског типа се појављују изнад конвексних обала и иза низводних крајева ада.
Вртлози антициклонског типа образују на површини воде левкаста улегнућа. На таквим местима посебан тип ерозије - вртложна ерозија или еворсија - ствара у кориту велика удубљења, која у стеновитом материјалу имају облик огромних лонаца, па се зато и називају џиновски лонци. Стране ових лонаца су углачане шљунком и облуцима (као да су полиране), које покреће вртложно струјање воде.
Највећи вртол на свету (антициклонског типа) налази се на маритимном делу реке Конго. 
Облици рељефа у кориту реке и саме контуре корита непрекидно се мењају и то утолико брже, уколико је већа брзина воде и њена маса, а мала отпорност дна и обала корита према ерозији. Велике деформације речних корита су карактеристичне за токове са бујичарским режимом - када за кратко време прође коритом огромна маса воде, а потом, често месецима, оно располаже са незнатном количином воде или је без ње. Знатне деформације речног корита настају и под утицајем леда, који при кретању у сужењима или великим окукама образује праве ледене бране (заторе). Када се оне руше, вода огромном снагом крене у правцу ломљења такве бране и за кратко време може да образује потпуно ново корито.

## Инструменти
На географским картама види се да свака река мање или више има кривудави ток, док се на плановима крупнијег размера (1:10 000 и крупнијим) са унетим изобатама уочавају подводни облици рељефа речних корита. Такви планови се раде прецизним снимањем положаја обала и тачним премеравањем дубине реке, при чему се често користе специјални речни дубиномери, који раде на принципу одбијања ултразвука од речног дна. Такав апарат се назива речни ехолот или ехосондер. Једна врста речних еходосондера показује дубину у виду бројке, а друга измерене дубине аутоматски уцртава на хартији намотаној око покретног ваљка, па се тако добија профил дна корита у одређеном размеру; такав профил се назива ехограм.

## Морфологија речних корита у меандрима
При бочном таложењу наноса на мање или више правим деловима корита, као и код ограниченог меандрирања, сваком померању положаја диманичке осе водене масе одговарају наизменични положај ходова и плићака: у конкавним обалама су ходови, а на прелазима из једне у другу плићаци. Треба истаћи да у овим случајевима дуж конкавне обале постоји само један ход. Међутим, при слободном меандрирању и појави асиметричних меандара дуж конкавне обале су често два хода раздвојена подводним узвишењем. Положај таквих ходова у једнородној грађи материјала у којем је усечено речно корито зависи од брзине кретања воде: она је највећа и горњој половини меандра, према почетку спруда на конвексној обали и управо ту почиње први ход; брзина воде је такође велика и на почетку доње половине меандра, приближно од најистуреније тачке спруда и управо на том месту почиње и други ход.

## Фаргови закони
Велики допринос познавању морфологије речних корита у меандрима дао је француски хидротехнички инжењер М. Фарг. Он је на основу већег броја посматрања и мерења рељефа дна корита Гароне, Сене и Ескоа дошао до одређеног закључка и та опажања изложио у виду, тзв. шест Фаргових закона (1868). То су:
1. Закон одступања: највећа дубина корита налази се низводно од тебене кривине за двоструку ширину корита, а најмања дубина је приближно исто толико низводно од места где окука мења правац - или, највеће дубине се налазе низводно за 1/5, а плићаци 1/4 дужине окуке.
2. Закон највећих дубина - вирова: што је оштрија речна окука, тим је већа дубина ходова.
3. Закон ходова: да би се добила најповољнија максимална и минимална дубина, дужина кривине не сме бити ни сувише кратка ни сувише дугачка.
4. Закон угла: спољашњи угао крајњих тангената речне окуке, подељен са дужином окуке, тј. специфична кривина, меродаван је за средњу дубину талвега у кривудавом делу тока - или, код истих дужина посматраног дела окуке средња је дубина утолико већа, уколико је отворенији спољни угао између тангената повучених по крајњим тачкама посматраног дела.
5. Закон континуитета: постепеном прелазу једне окуке у другу одговара у плану и постепен прелаз дубине реке; свака нагла промена једне карактеристике повлачи са собом и наглу промену друге.
6. Закон пада дна: повећаној кривини одговара прираштај највеће дубине и обратно: смањеној кривини одговара смањивање дубине у кориту.

Што је већа ширина речног корита, тим је мања његова максимална дубина.

## Напуштена речна корита
Напуштена речна корита спадају у облике фосилног флувијалног рељефа. Јављају се у алувијалним равнима већих равничарских и низијских река. Постају у процесу миграције речних токова који се одликују малим падом и знатном количином ношеног наносног материјала. При повећању водостаја, ови токови  изливају се из својих корита у која се не враћају после поплаве. На тај начин стара корита остају ван хидрографске функције као фосилан облик. Изразит пример је Ресавчина, фосилно корито Ресаве. Ресава се данас улива у Велику Мораву код Свилајнца. У прошлости, она је текла ка северу на дужини од више километара, кроз данашње фосилно корито. Ресавчина је одвојена од Мораве ниским развођем од наносног материјала, широким једва 1 km. Примера напуштених речних корита има око Тисе, Тамиша, Мораве и Саве (нарочито између Шапца и Обреновца). Корита Босута, Студве, Спачве и Вуке представљају некадашње рукавце Саве. Засавица око доње Дрине, представљала је некад корито Саве, затим Дрине, а данас је ван хидрографске функције.